# کلروپروکائین
کلروپروکائین با نام تجاری نساکائین یا نساکائین-MPF (بیشتر در فرم نمک هیدروکلرید به عنوان نام تجاری یادشده) یک بی‌حس‌کننده موضعی که با تزریق در طی مراحل جراحی زایمان تجویز می‌شود. کلروپروکائین یک وازودیلاتور است که در مقایسه با کوکائین باعث می‌شود تا عروق منشعب شود. کلروپروکائین یک بی‌حس‌کننده استری است.
کلروپروکائین برای استفاده بی‌حسی موضعی از جمله بی‌حسی نخاعی، بی‌هوشی دمی و بی‌هوشی اپیدورال بهره برده می‌شود. 

## ساخته‌شدن

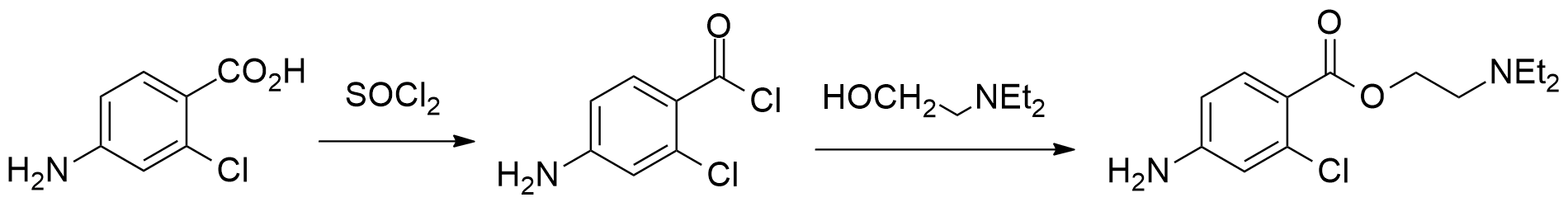
سنتز کلروپروکائین: HC Marks ، HI Rubin ، (1949 به Wallace & Tiernan Inc).

نمک هیدروکلرید ۴-آمینو-۲-کلروبنزوئیل کلرید با واکنش اسید ۲-کلرو-۴-آمینوبنزوئیک با تیونیل کلرید ساخته می‌شود. سپس سنتز این دارو با واکنش مستقیم محصول آخرین مرحله با نمک هیدروکلرید دی‌اتیل‌اتانول‌آمین می‌شود.